# 大井川鉄道スイテ82形客車
大井川鉄道スイテ82形客車（おおいがわてつどうスイテ82がたきゃくしゃ）は、大井川鐵道が所有していた開放式展望車。
本項では、同社が保有していたお座敷客車であるナロ80形客車についても記述する。

## スイテ82形
1978年（昭和53年）に西武鉄道から譲り受けたサハ1515が種車である。1982年（昭和57年）に新金谷車両区で改造工事を受け、同年9月24日付で設計が認可された。同10月10日付でナハ82形（ナハ82 1）として竣工し、同月14日に運用を開始した。なお、翌1983年（昭和58年）1月に形式がスイテ82形に改められたため、車号もスイテ82 1に改番された。側面窓は種車と同様の2段窓である。また、種車の構体の関係から、窓配置は全面的に変更されておらず、後位側において元の客用扉を埋めた部分は単独で窓が配置されている。
外部塗色は旧型客車に合わせたぶどう色2号で、窓下には一等車を示す白い帯が入っている。これらは、マイテ49形など、国鉄に在籍した展望車と同様のイメージにしたものである。
車内はソファーを向い合せに並べており、かつては床に絨毯を敷いた際に土足禁止としていたが現在は土足での乗車が可能のよう。車端部のデッキには下足入れとスリッパが用意されていたと思われる棚もある。
座席はデッキ寄り、前の10席のみは孤立しており、座席横にあるレバーを強く引くと進行方向、逆方向、窓側、通路側、窓側斜め45度、通路側斜め45度と自由に変えることができる。なお、一番デッキに近い2席のみは、向きが通路側に固定されている。しかし、残りの後方の座席は2人掛けの固定座席で、向きは変えられない。
また、後部のもともと客用扉があった部分は4人用個室が設置されている。これらの車内レイアウトも、国鉄に在籍した展望車を範としたものである。なお、冷房は装備されていない。
テレビ朝日で放映された鉄道捜査官シリーズ第7話『大井川SL急行、密室展望車の殺意！』では車内で撮影された場面があり、豪華な内装を確認することができる。
形式の「82」は、1982年（昭和57年）に登場したことに由来するとされている。
2021年（令和3年）ごろから運用を離脱。2025年（令和7年）6月末までに解体処分された。

## ナロ80形

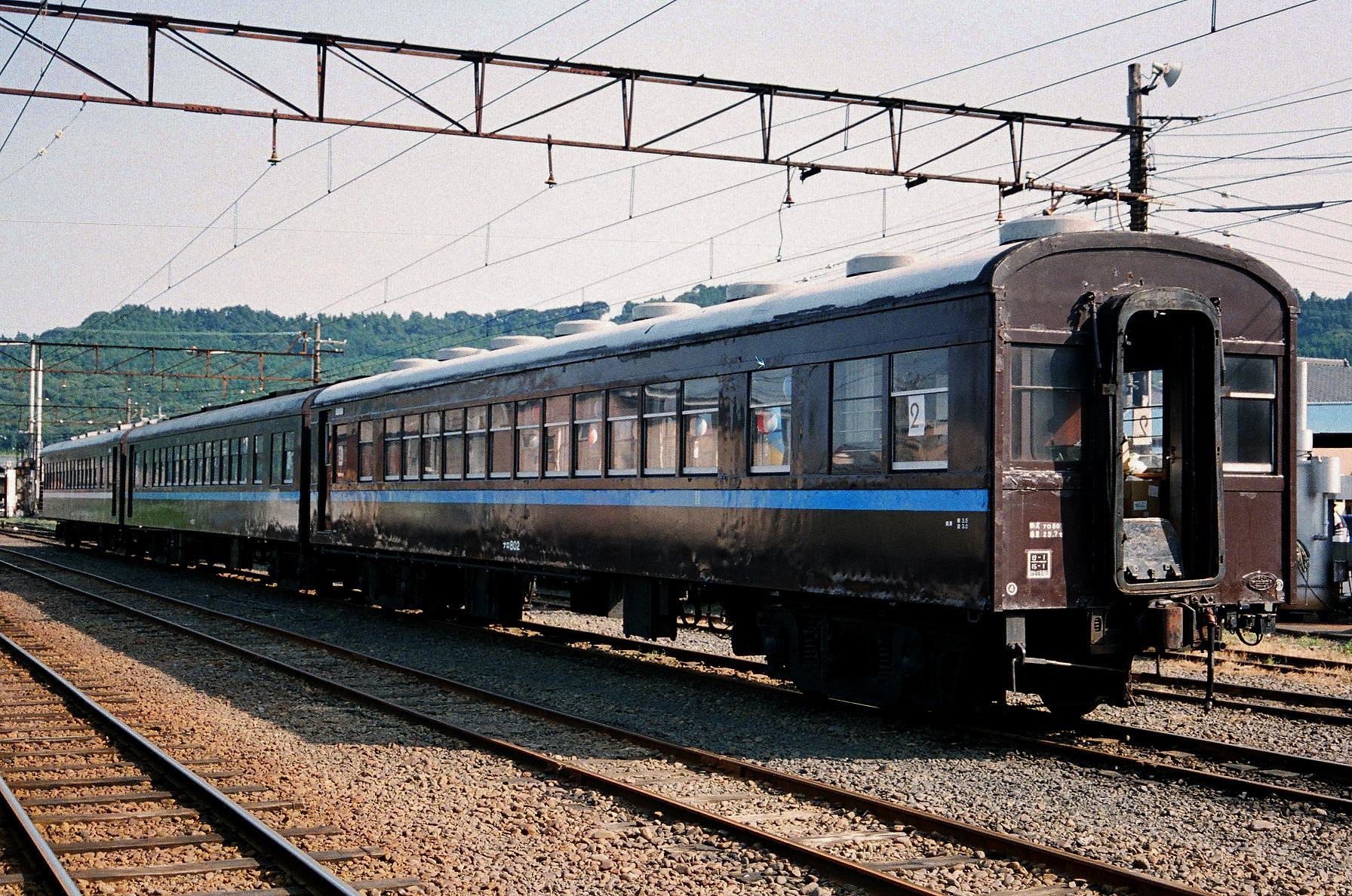
新金谷駅に留置されるナロ80 2と1。
（2001年1月26日）

1980年（昭和55年）に1両目が登場し、1985年（昭和60年）に2両目が増備された。1両目は西武鉄道のサハ1516を種車として、1979年（昭和54年）から1980年（昭和55年）にかけて新金谷車両区で改造工事を受けたものである。1980年（昭和55年）1月28日付でナハ80形（ナハ80 1）として竣工し、運用を開始した。なお、1982年（昭和57年）12月17日付で形式がナロ80形に改められたため、車号もナロ80 1に改番された。2両目は、1977年（昭和52年）3月に西武鉄道から譲り受けた312系の中間車サハ1426（旧西武サハ1426）を種車として、1985年（昭和60年）に新金谷車両区で改造工事を受け、同年12月にナロ80 2として竣工し、運用を開始した。
上記のようにそれぞれの種車の形式が異なるため、ナロ80 1とスイテ82 1のベンチレーター（通風器）はガーランド形であるのに対し、ナロ80 2の通風器はグローブ形となっている。
スイテ82形と同様、側面窓は2段窓である。本形式も窓配置は全面的に変更されておらず、元の客用扉を埋めた部分が単独で窓が配置されており、片側にデッキを新設している。デッキの反対側の車端部にはサービスカウンターが設置されている。
ナロ80 1は竣工当初、外部塗色が旧型客車に合わせたぶどう色2号一色のみであったが、前述の改番により、二等車を示す青色の帯が窓下に入れられた。対してナロ80 2は、竣工当初から青帯が入っている。
車内は片側に通路を寄せて、通路以外は畳敷きとなっている。冷房は装備されておらず、窓下に平型の扇風機が装備されている。
形式の「80」は、1980年（昭和55年）に登場したことに由来するとされている。
2020年（令和2年）ごろから運用を離脱。2025年（令和7年）6月末までに解体処分された。

## 運用
いずれの車両も定期運用はなく、イベント列車や車両単位での貸切で「かわね路号」に連結された。

## その他
- 車内には提灯が吊るされているが、これは竣工当初にはなく、後から付けられたものである。そのため電源が車両本体とは別系統で引き回されており、点灯させる際には業務用の発電機を編成中に搭載している。